# ناحية السودا
ناحية السودا إحدى نواحي سوريا تتبع إداريّاً لمحافظة طرطوس منطقة طرطوس ومركزها بلدة السودا، بلغ تعداد سكان الناحية 32,295 نسمة حسب التعداد السكاني لعام 2004.

## بلدات وقرى ناحية السودا
عبة، العنازة، عقر زيتي، بعشتر، بحنين، بديرة، بيت الحرف، بيت سماق، البريج، البطيحية، ضهر مطر، دوير طه، عزيت، الحنفية، حصين البحر، جديدة، قلعة الخوابي، الملوعة، مرقية، متن أبوريا، متن الساحل، مزرعة الحنفية، رأس الكتان، الرويسة، السودا، صايا، بلاطة غربية.